# 貝拉維斯塔山

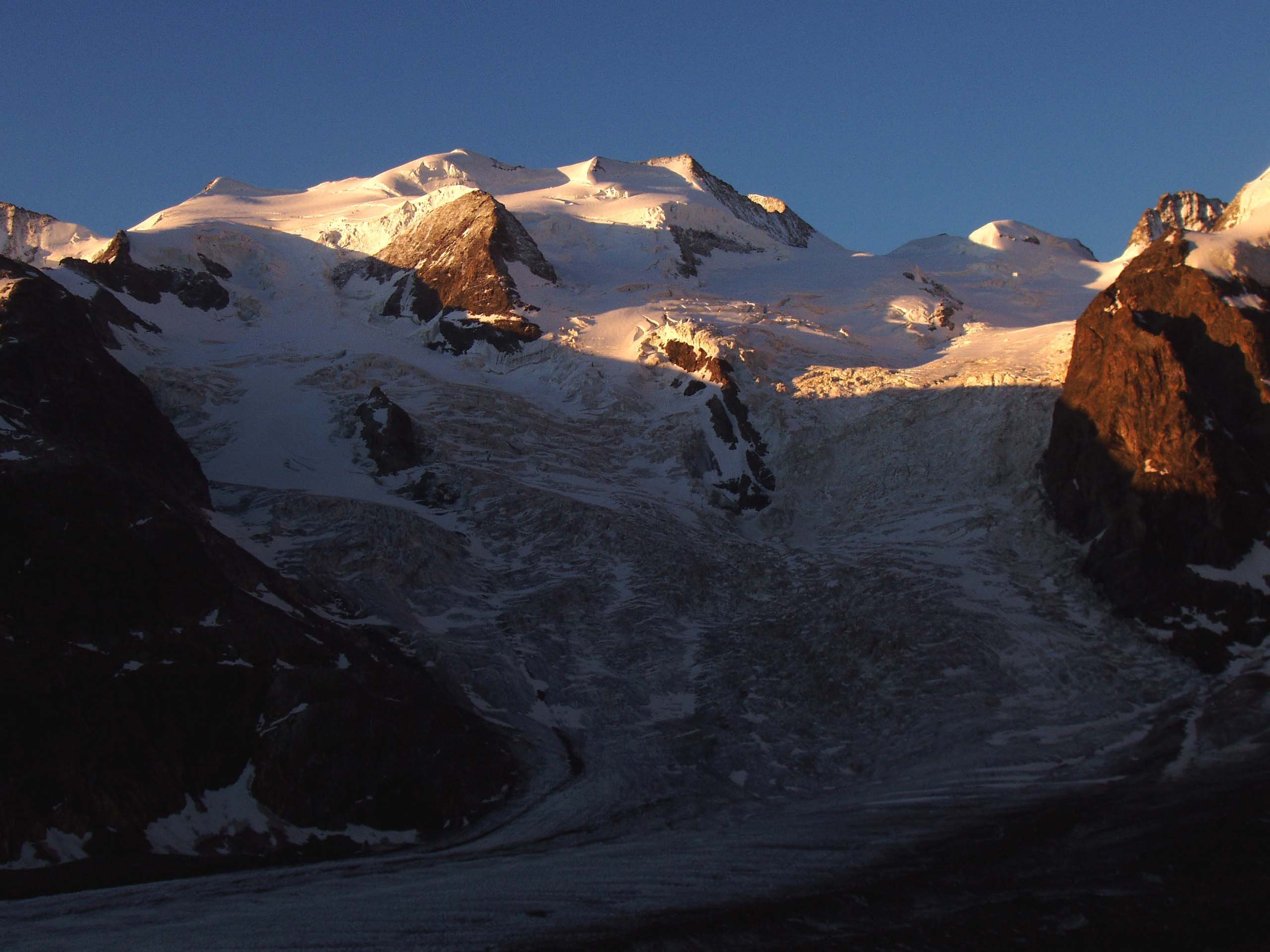

46°22′25″N 9°55′56″E / 46.37371°N 9.93227°E
貝拉維斯塔山（義大利語：Pizzo Bellavista），是南歐的山峰，位於瑞士和意大利接壤的邊境，屬於貝爾尼納山脈的一部分，距離楚波峰0.4公里，海拔高度3,922米，人類首次在1868年9月10日首次登頂。